# Torre de Dona Chama

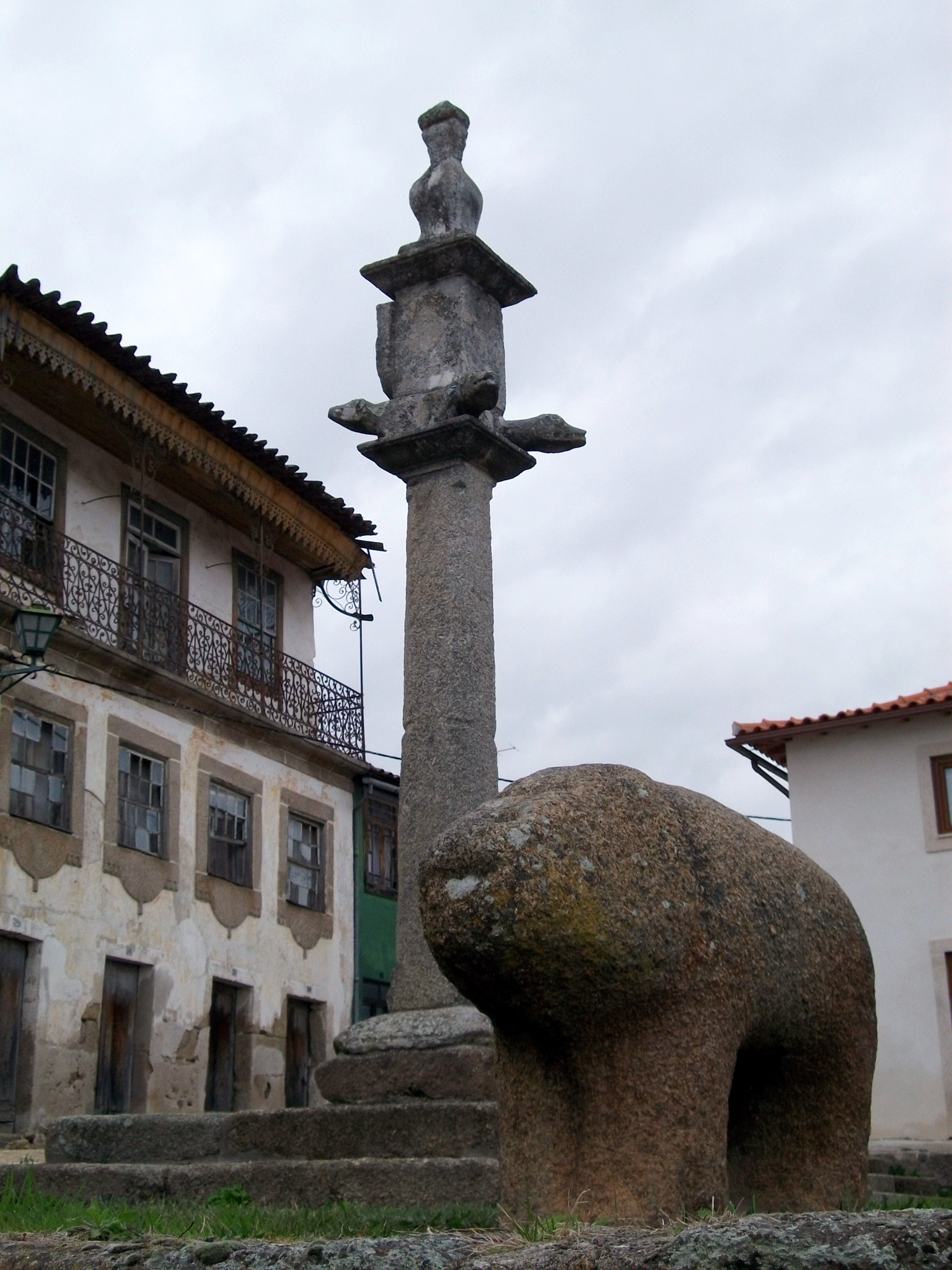
Rollo y verraco en Torre de Dona Chama

Torre de Dona Chama es una freguesia portuguesa del concelho de Mirandela, con 27,65 km² de superficie y 1.386 habitantes (2001). Su densidad de población es de 50,1 hab/km².